# Victorianötväcka
Victorianötväcka (Sitta victoriae) är en utrotningshotad asiatisk tätting i familjen nötväckor som enbart förekommer i ett bergsområde i Myanmar.

## Utseende och läte
Victorianötväckan är en nätt liten nötväcka med en kroppslängd på 11,5 centimeter. I ansiktet syns ett långt vitt ögonbrynsstreck, vita huvudsidor och en vit tygel. Även undersidan är vit med kontrasterande rostorange från huvudsidan ner till flankerna. Liknande himalayanötväckan (Sitta himalayensis) är kastanjebrun på bröst och buk och saknar det vita ögonbrynsstrecket. Sången är dåligt känd men tros vara en snabbt stigande ramsa bestående av nio till tolv visslingar.

## Utbredning och systematik
Fågeln är endemisk för alpina skogar i sydvästra Myanmar på berget Victoria. Den behandlas som monotypisk, det vill säga att den inte delas in i några underarter. Tidigare behandlades den som en underart till himalayanötväcka (Sitta himalayensis), men är distinkt och båda arter förekommer på Victoriaberget, dock troligen åtskilda höjdledes.

## Levnadssätt
Arten påträffas i skogar mellan 2300 och 3000 meters höjd i framför allt ek- och rhododendronskogar (Quercus semicarpifolia och Rhododendron arboreum), vanligast under 2500 meter. Den ses ensam eller i par, endast tillfälligtvis i småflockar om upp till fyra individer. Arten födosöker generellt i de yttre grenarna på stora träd, på jakt efter små insekter. Bobygge har observerats i mitten av mars och bo med ungar har setts i början av april.

## Status
Victorianötväckan är endast känd från ett litet bergsområde och antas ha en liten population som minskar till följd av habitatdegradering. Internationella naturvårdsunionen IUCN kategoriserar därför arten som starkt hotad, men noterar att den kan nedgraderas om populationer upptäcks i andra närliggande bergsområden. Världspopulationen uppskattas till fler än 2500 individer men färre än 10.000.